# Franz Theodor von Prondzinski
Franz Theodor von Prondzinski (* 1. Februar 1785 in Gotzkau, Kreis Schlochau; † 13. Juni 1852 ebenda) war ein preußischer Generalleutnant sowie Herr auf Gotzkau.

## Leben

### Herkunft
Seine Eltern waren der Herr auf Gotzkau Franz Albrecht von Prondzinski und dessen Ehefrau Eleonore, geborene von Morgenstern-Trzebiatowski.

### Militärkarriere
Prondzinski trat am 1. März 1798 als Gefreitenkorporal in das Infanterieregiment „von Langen“ der Preußischen Armee ein und avancierte bis Oktober 1804 zum Sekondeleutnant. Im Vierten Koalitionskrieg wurde er bei Halle verwundet und kämpfte bei Criwitz, Lychen und Lübeck.
Nach dem Frieden von Tilsit wurde Prondzinski am 5. Mai 1809 dem 2. Ostpreußische Infanterie-Regiment aggregiert, aber schon am 9. August 1809 erhielt er seinen Abschied und kehrt auf sein Gut Gotzlau zurück. Im Vorfeld der Befreiungskriege wurde er am 20. März 1813 als Kapitän im 1. Westpreußischen Landwehr-Infanterie-Regiment wiederangestellt und als Adjutant zu General von Jeanneret kommandiert. Er nahm an den Belagerungen von Torgau sowie Magdeburg teil und kämpfte bei Luckau, Dahme, Torgau und Coswig. Am 1. März 1813 wurde er in das 1. Westpreußische Landwehr-Infanterie-Regiment einrangiert, schied aber bereits am 8. Oktober 1814 wieder aus.
Am 21. Juni 1815 kam Prondzinski dann in das 2. Westpreußische Landwehr-Infanterie-Regiment und am 9. Januar 1816 als Kompaniechef in das 32. Infanterie-Regiment versetzt. Dort wurde er am 28. Juni 1820 Major und am 19. März 1821 Bataillonskommandeur. In gleicher Eigenschaft erfolgte am 15. Dezember 1825 seine Versetzung in das 21. Infanterie-Regiment. Am 30. März 1837 wurde mit Patent vom 15. April 1837 zum Oberstleutnant befördert. Man beauftragte Prondzinski am 30. März 1838 mit der Führung des Regiments und zugleich war er ab dem 1. Juni 1838 auch als Direktor des Divisionsschule der 4. Division sowie als Präses der Examinationskommission für Portepeefähnriche tätig. Am 24. Januar 1839 wurde zum Regimentskommandeur ernannt und in dieser Stellung am 30. März 1839 zum Oberst befördert. Nachdem man Prondzinski am 10. September 1842 von der Leitung der Schule entbunden hatte, wurde er am 22. März 1843 als Kommandeur in die 1. Infanterie-Brigade versetzt und am 12. Juni 1843 dem 21. Infanterie-Regiment aggregiert. Am 22. März 1845 wurde er zum Generalmajor befördert. Im gleichen Jahr wurde er Deputierter der Ritterschaft der Kreise Flatow und Schlochau in Danzig und im Jahr 1847 Abgeordneter des Vereinigten Landtages in Berlin.
Am 13. Mai 1848 wurde er als Kommandant in die Festung Königsberg versetzt und mit dem Roten Adlerorden II. Klasse mit Eichenlaub ausgezeichnet. Bereits am 25. Juli 1848 nahm Prondzinski seinen Abschied mit dem Charakter als Generalleutnant und der gesetzlichen Pension. Er starb in der Nacht auf dem 12. zum 13. Juni 1852 in Gotzkau, wo er am 16. Juni 1852 beigesetzt wurde.

### Familie
Prondzinski heiratete am 30. Juli 1812 in Peterkau, Kreis Rosenberg in Westpreußen Dorothea Karoline Schmidt (1790–1840), die älteste Tochter des Rittergutsbesitzers Schmidt zu Klein-Rechlau. Das Paar hatte mehrere Kinder:
- Adolfine (1813–1814)
- Albert (* 1815)
- Eleonore Clementine Valeska (* 1821)
- Katharina Marie Antonie (* 1821)
- Emma Luise Karoline (* 1824)

Nach dem Tod seiner ersten Frau heiratete er am 4. Juni 1844 in Fritzow, Landkreis Kolberg-Körlin Ida Angelika Henriette Karoline Ulrike Cäcilie von Falkenhayn (1810–1886), Witwe des Adalbert Schroeder († 1841). Aus der Ehe ging die Tochter Ida Therese Klara Sophie (1845–1929) hervor, die 1864 Ernst von Münchow (1833–1890) ehelichte.